# Gabriel De Michèle
Gabriel De Michèle (Saint-Étienne, 6 marzo 1941) è un ex calciatore francese, di ruolo difensore.

## Carriera
Giocò per quasi tutta la carriera nel Nantes, con il quale vinse il campionato di Division1 nel 1965, nel 1966 e nel 1973.

## Palmarès

### Club

#### Competizioni nazionali
- Campionato francese: 3

Nantes:1964-1965, 1965-1966, 1972-1973
- Coppa di Lega francese: 1

Nantes: 1964-1965
- Supercoppa francese: 1

Nantes: 1965